# Bella Spewack
Bella Spewack (nata Bella Cohen; Bucarest, 25 marzo 1899 – Manhattan, 27 aprile 1990) è stata una librettista, sceneggiatrice e commediografa rumena naturalizzata statunitense.

## Biografia
Bella Spewack, nata Cohen, nacque a Bucarest, la maggiore dei tre figli di una ragazza madre. La famiglia Cohen si trasferì nel Lower East Side di Manhattan quando Bella era bambina e la ragazza frequentò la Washington Irving High School. Dopo il diploma lavorò come giornalista per il giornale socialista e pacifista The New York Call. Al giornale lavorava anche Samuel Spewack, un reporter, con cui si sposò nel 1922. Poco dopo le nozze la coppia si trasferì a Mosca, dove i Spewack lavorarono come corrispondenti dall'estero per quattro anni. Tornati negli Stati Uniti, i Spewack debuttarono nel mondo dello spettacolo come commediografi e librettisti di musical a Broadway, dove debuttarono nel 1928 con la pièce The War Song, a cui seguirono Poppa nello stesso anno e Clear All Wires (1932), sulla loro esperienza moscovita. Successivamente i due collaborarono per le commedie Spring Song (1934), Boy Meets Girl (1935) e Miss Swan Expects (1939). Nel 1938 gli Spewack collaborarono con Cole Porter nel musical Leave It To Me!, tratto dalla loro commedia Clear All Wires.
Nel 1941 scrisse con il marito e Leo McCarey la sceneggiatura del film Le mie due mogli, per cui ricevette una candidatura all'Oscar al miglior soggetto. Nel 1949 ottenne il suo più grande successo con il musical Kiss Me, Kate, sempre di Cole Porter, che rimase in scena a Broadway per oltre due anni e mille repliche. Per il loro libretto del musical i coniugi vinsero il Tony Award; il musical è diventato uno dei classici del teatro musicale ed è stato riproposto più volte sulle scene di Broadway, del West End londinese e di tutto il mondo, oltre ad essere stato adattato in un film nel 1953. Successivamente, le loro commedie The Golden State e My 3 Angels furono messe in scena a Broadway rispettivamente nel 1950 e nel 1953. Rimase sposata con Samuel Spewack fino alla sua morte nel 1971.

## Filmografia parziale

### Cinema
- Il gatto e il violino (The Cat and the Fiddle), regia di William K. Howard e Sam Wood (1934)
- Modella di lusso (Vogues of 1938), regia di Irving Cummings (1937)
- Boy Meets Girl, regia di Lloyd Bacon (1938)
- Le mie due mogli (My Favorite Wife), regia di Garson Kanin (1940)
- Fammi posto tesoro (Move Over, Darling), regia di Michael Gordon (1963)

### Televisione
- Studio One - serie TV, 1 episodio (1949)
- ITV Play of the Week - serie TV, 2 episodi (1957-1962)
- Startime - serie TV, 1 episodio (1959)